# 徐石麒
徐石麒（1577年—1645年），原名文治，字寶摩，號虞求，浙江嘉興人，明朝政治人物，進士出身。

## 生平
世居鐘帶鎮畫水鄉（今平湖市鐘埭鎮）。萬曆四十六年（1618年）舉戊午科應天鄉試，當其時就以擅長天文、樂律、兵陣之書聞名，師從東林黨人黃尊素。天启二年（1622年）中進士，授工部營繕司主事。因忤魏忠贤被削職。
崇禎元年（1628年）崇禎即位，徐石麒被重新起用，任南京禮部郎中，調任吏部考功司郎中，历尚宝卿、应天府丞、左通政、光禄卿、通政使。為人有正義，“急人之患难，虽侧踵焦原，不忘援手。”崇祯十五年（1642年）任刑部右侍郎、刑部尚书。
南明弘光元年（1645年）召為右都御史，改任吏部尚書，被給事中陸朗排擠，遂辭官。晚年居枫泾。南明弘光元年（1645年），徐石麒原本在鄉募兵守城，聽聞清兵围攻嘉兴後趕緊入城。城破後，徐石麒闻讯叹曰：“吾大臣也，城亡与亡”。城陷时，自缢死。

## 身后
魯王監國朱以海谥忠襄。乾隆年间谥忠懿。

## 著作
著有《可经堂集》十二卷等。

## 延伸阅读
[在维基数据编辑]
 《明史卷二百七十五》，出自《明史》
 在维基共享资源阅览影像
| 官衔          | 官衔                        | 官衔        |
| ------------- | --------------------------- | ----------- |
| 前任： 范景文 | 明朝刑部尚書 1642年－1643年 | 繼任： 張忻 |
| 前任： 張慎言 | 南明（南京）吏部尚書 1644年 | 繼任： 張捷 |